# Caryocar brasiliense
Pequi o nuez souari  (Caryocar brasiliense; Caryocaraceae) es una especie planta con flor  con  fruta originaria de Brasil. El nombre pequi se origina de la palabra tupí "pyqui", cuya sílaba "Py" significa cáscara y la sílaba "qui" significa espino.

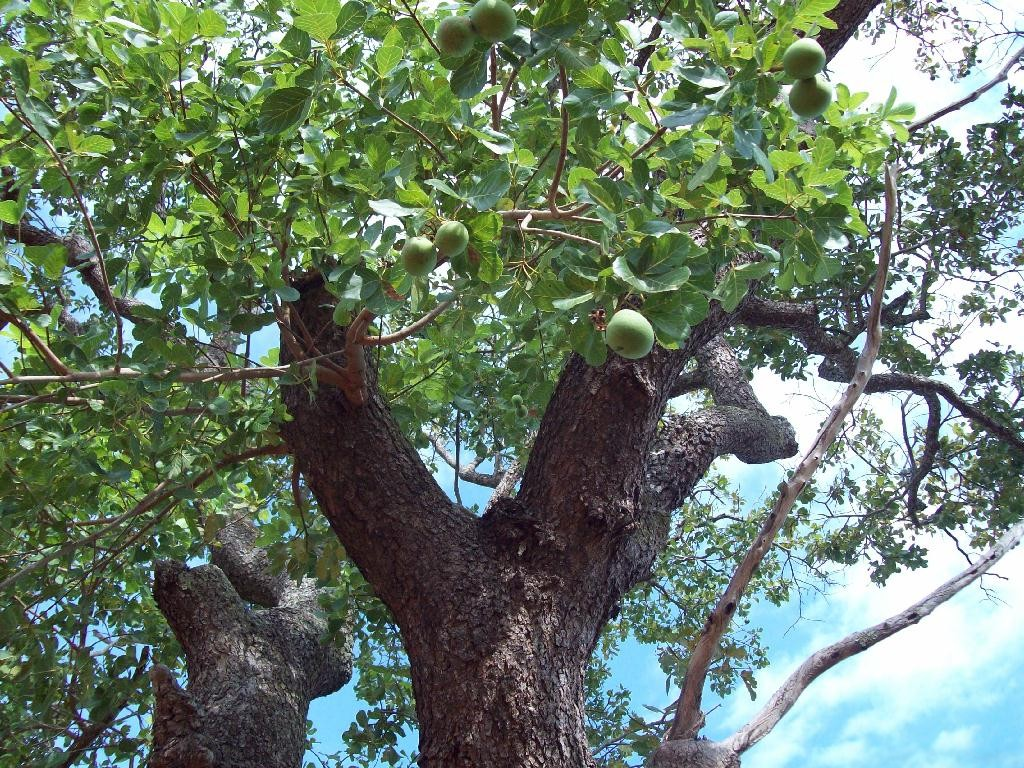
Vista del árbol

## Descripción
Es un árbol de no más de 9 m de altura; hojas compuestas, trifoliadas, opuestas, muy pubescentes, de 2 dm de ancho; flores hermafroditas, 8 cm de diámetro, 5-pétalos
Es una fruta de color amarillo y con un fuerte sabor y olor. Forma parte de los ingredientes de los platos que se sirven en Goiás y Minas Gerais y puede ser comida por sí sola o acompañando a otra comida. El pequi con arroz y pollo es especialmente popular. Se elabora aceite de pequi extraído de las semillas de la planta y es empleado como aceite comestible. El pequi ocupa un papel importante en la cultura de los pueblos originarios en Brasil en la comarca de Cerrado.

## Uso medicinal
Posee uso medicinal con su aceite de pequi, e infusiones de hojas. Asma, bronquios, y hasta afrodisíaco

## Usos
Del hueso de esta fruta se extrae el 50% de aceite vegetal, que tiene una composición química adecuada para la producción de biodiésel. Los frutos del pequi pueden ser usados en la extracción de aceites para la fabricación de cosméticos. Sus hojas son astringentes, además de estimular la producción de la bilis. La cáscara del pequi, además de ser utilizada en curtiembre, es tintorial, proporcionando tinta amarilla - marrón, bastante empleada por los tejedores de Minas Gerais. Su madera es de excelente calidad y alta resistencia, moderadamente pesada y de buena durabilidad, siendo utilizada como postes de madera y leña; propia para la xilografía, la construcción civil y naval, durmientes, la fabricación de muebles y la fuente de carbón para las siderúrgicas

## Taxonomía
Caryocar brasiliense fue descrita por Jacques Cambessèdes y publicado en Flora Brasiliae Meridionalis (quarto ed.) 1: 249, 322, t. 67 bis. 1828.